# Coprin noir d'encre
Coprinopsis atramentaria
Espèce
Le Coprin noir d'encre (Coprinopsis atramentaria) est une espèce de champignons basidiomycètes de la famille des Psathyrellaceae.

## Systématique

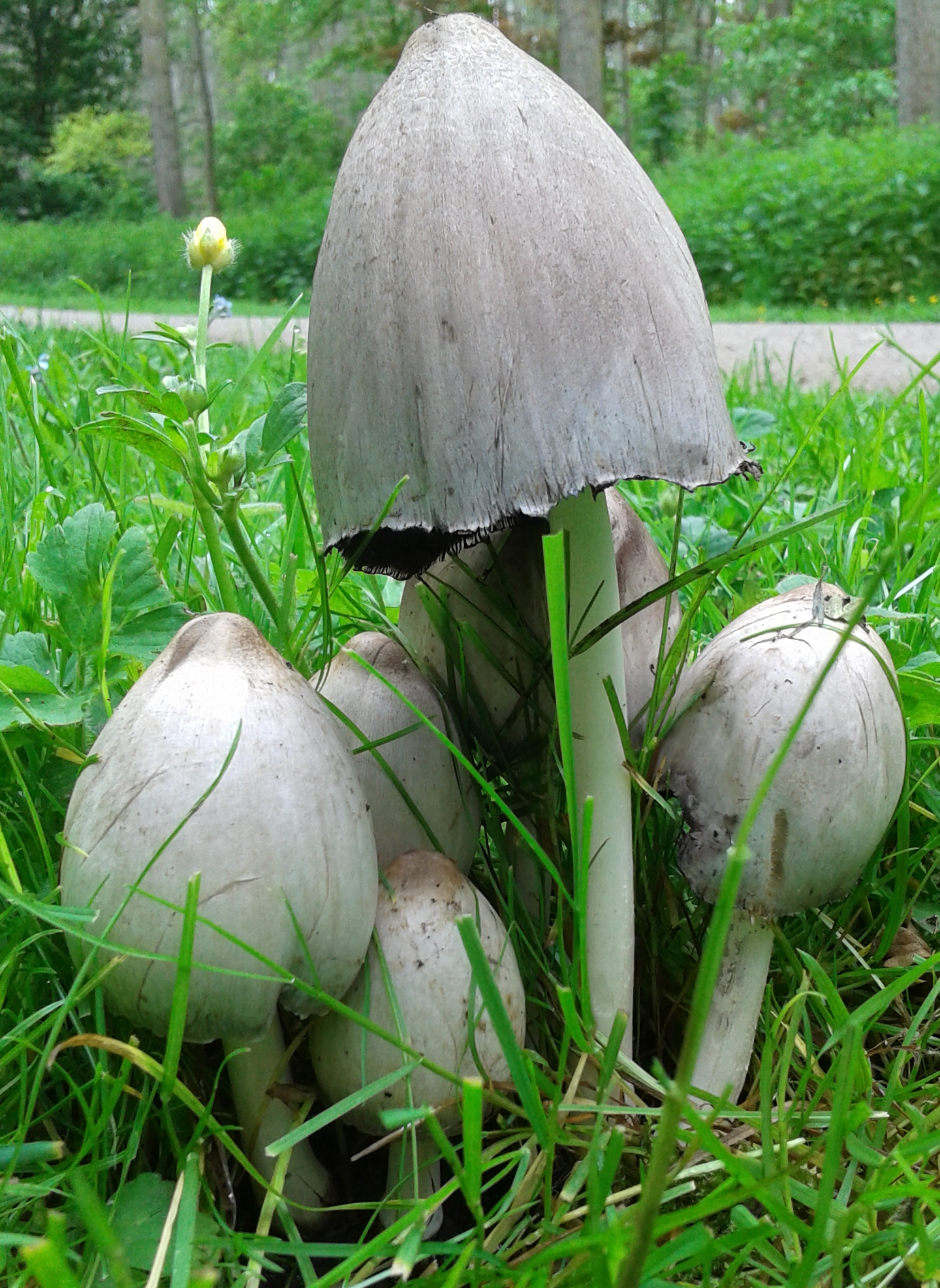
Lieux propice à leurs disséminations.

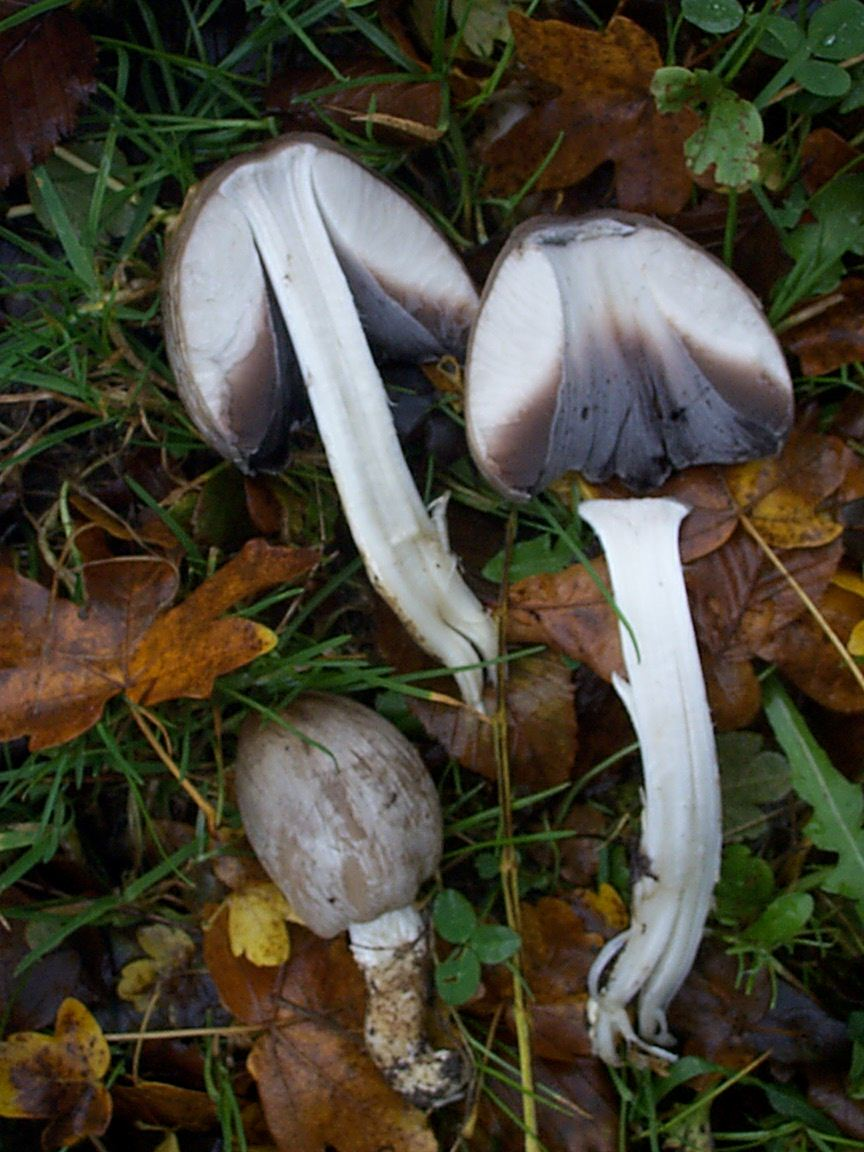
Vue en coupe, jeunes.

Le Coprin noir d'encre est décrit pour la première fois par le naturaliste français Pierre Bulliard en 1786 sous le nom de Agaricus atramentarius avant d'être placé dans le genre Coprinus en 1838 par Elias Magnus Fries, père de la mycologie moderne. Son épithète vient du latin atramentum signifiant « encre ».
À l'époque de Fries, Coprinus est de définition très large, comprenant une centaine d'espèces. Les analyses moléculaires des années 2000 séparent les espèces de Psathyrellaceae des Agaricaceae ; le genre Coprinus est alors éclaté et le genre Coprinopsis est remis au goût du jour.

### Synonymes
- Agaricus atramentarius Bull. 1786.
- Agaricus fimetarius.
- Agaricus luridus Bolton 1788.
- Agaricus plicatus Pers. 1797.
- Agaricus sobolifer Hoffm. 1789.
- Coprinus atramentarius (Bull.) Fr. 1838.
- Coprinus atramentarius var. soboliferus (Fr.) Rea 1922.
- Coprinus luridus (Bolton) Fr. 1838).
- Coprinus plicatus (Pers.) Gray 1821.
- Coprinus sobolifer Fr. 1838.
- Pselliophora atramentaria (Bull.) Fr. 1879.

## Habitat et spécificité
Les coprins sont des champignons saprophytes fort communs vivant sur les sols fumés ou les bois en décomposition dont le chapeau et les lames pâles au début noircissent assez rapidement par déliquescence en se transformant ainsi en une espèce de liquide semblable à de l'encre de chine, et qui contient les spores du champignons, qui se propagent ainsi dans le sol.

## Description

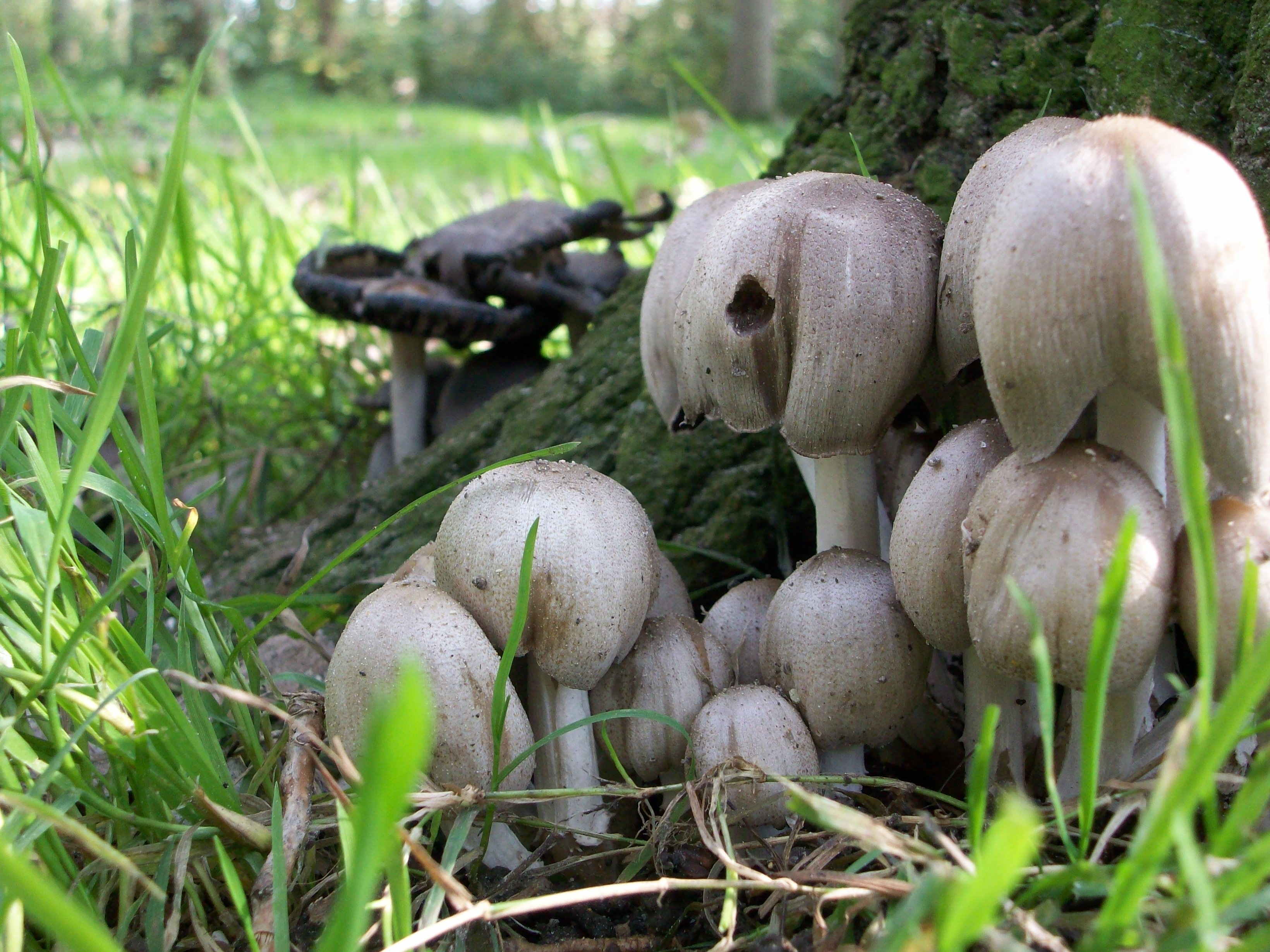
Différents stades d'évolutions.

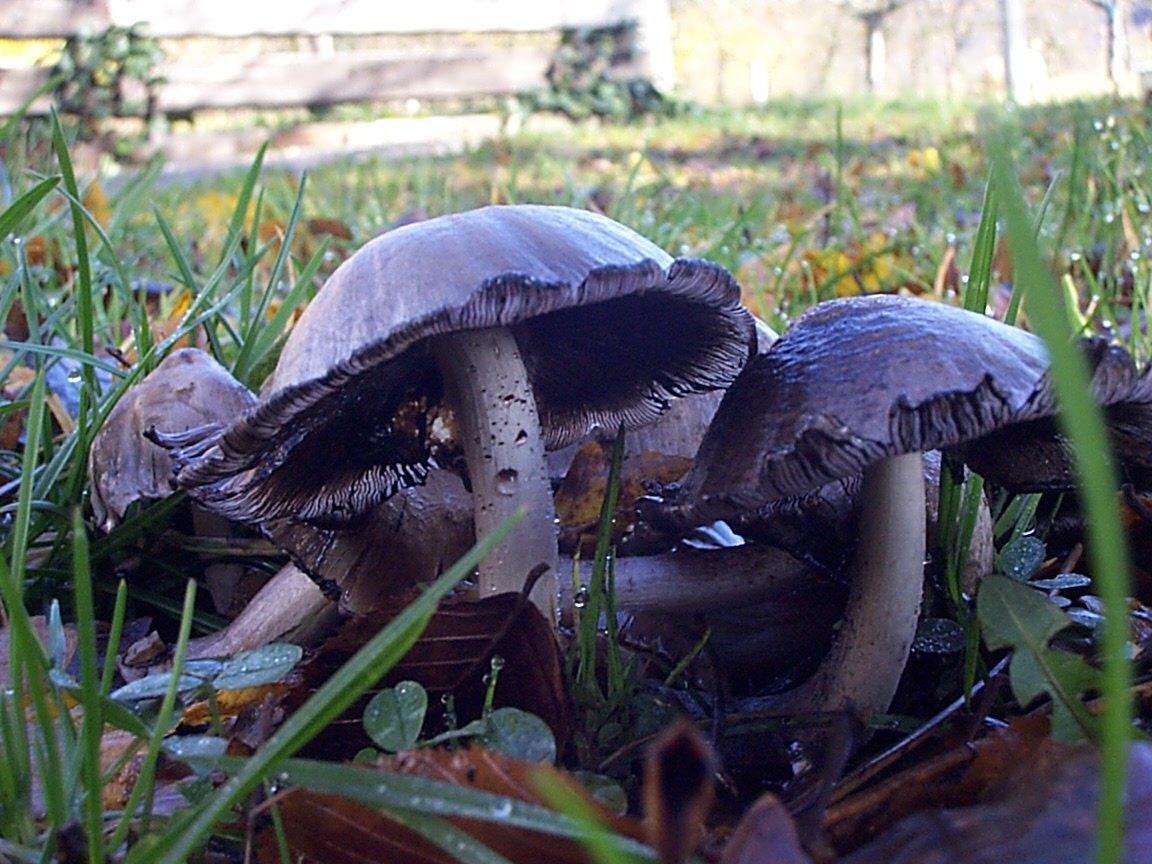
État vieillissant.

Chapeau gris blanc à gris brun (3-7 cm), fortement plissé, en forme d'œuf, qui ne s'ouvre jamais et se liquéfie littéralement sur lui-même à partir de ses lamelles en se transformant en une encre particulièrement noire.

Les lamelles qui sont libres et ventrues constituent presque entièrement tout le corps du champignon. Elles sont blanches, ensuite brunes et puis deviennent entièrement noires.

Pied blanc (8-15 × 1-1,5 cm), long, lisse, creux et à fibres, portant un anneau souvent impossible à voir. Le bas du pied est légèrement renflé.

La chair qui n'est visible que vers le dessus du chapeau, n’a pas d’odeur particulière mais a une agréable saveur.

Il pousse sous tous les feuillus, dans les jardins et sur le bord des chemins de l'été à la fin de l'automne. Spores brunes (7 à 11 µm sur 4 à 6 µm).

## Comestibilité
Selon l'ANSES, le Coprin noir d'encre est un champignon comestible à condition qu'il soit très jeune et que l'on ne consomme pas d'alcool pendant le repas ou dans les 72 heures qui suivent.
Le syndrome coprinien est un empoisonnement dû à la coprine qui, associée à l'alcool, bloque l'acétaldéhyde déshydrogénase et a un effet Antabuse, entraînant une intolérance à l'alcool pendant 5–10 j. Ce syndrome « se traduit dans les 30 min à 2 h après la consommation d'alcool par une sensation de malaise, une érythrose cutanée (surtout du visage et de la partie supérieure du thorax), une céphalée, des sueurs, une tachycardie sinusale et une hypotension artérielle ». En raison de ce risque, certains mycologues déconseillent sa consommation.
Des cas d'effets psychodysleptiques sont signalés après la consommation de 30 à 50 spécimens. Cette particularité du champignon serait assez connue en Pologne,.